# Tegalombo (Tegalombo)
Tegalombo is een bestuurslaag in het regentschap Pacitan van de provincie Oost-Java, Indonesië. Tegalombo telt 3306 inwoners (volkstelling 2010).